# Ludwik Sieppel
Ludwik Sieppel (ur. 7 maja 1904 w Krakowie, zm. 6 listopada 1981 tamże) – polski lekarz stomatolog, twórca i kierownik Katedry i Zakładu Stomatologii Akademii Medycznej w Krakowie.

## Życiorys
Urodził się w rodzinie Ludwika, urzędnika starostwa, i Janiny z Czyżewiczów. Uczył się w VII Państwowym Gimnazjum w Krakowie w 1920 biorąc udział jako ochotnik w wojnie polsko-bolszewickiej zdając maturę w 1923, rozpoczął studia na Wydziale Lekarskim Uniwersytetu Jagiellońskiego. Dyplom doktora wszech nauk lekarskich otrzymał 7 maja 1931. Podczas studiów, w 1928, zaczął pracować w Instytucie Stomatologicznym UJ prowadzonym przez Wincentego Łepkowskiego, pełniąc tu kolejno funkcje młodszego i od 1931 starszego asystenta. Równocześnie uzupełniał studia z zakresu chemii, fizyki i matematyki na Wydziale Filozoficznym i odbył staże zagraniczne w Austrii, Szwajcarii i Francji oraz w klinikach krajowych we Lwowie u Antoniego Cieszyńskiego i Warszawie u Alfreda Meissnera. W 1934 jako stypendysta specjalizował się w Wiedniu z chirurgii stomatologicznej i protetyki. Po powrocie dodatkowo zajął się organizacją gabinetów dentystycznych dla dzieci w zakładzie wychowawczo-leczniczym w Witkowicach pod Krakowem.
W 1939 powołany do wojska jako lekarz, odbył kampanię wrześniową. Po powrocie do Krakowa został aresztowany 6 listopada 1939 wraz z profesorami w ramach Sonderaktion Krakau i wywieziony do obozu koncentracyjnego w Sachsenhausen, gdzie był więziony do marca 1940, a następnie przewieziony do Dachau skąd został zwolniony 22 kwietnia 1940 z Adamem Bieleckim i Dobiesławem Doborzyńskim. W czasie okupacji zajął się prywatną praktyką lekarską, ciężko poszkodowanymi inwalidami wojennymi oraz profesorami wysiedlonymi z Warszawy.
Po wojnie ponownie objął stanowisko starszego asystenta Instytutu Stomatologicznego, od nowa zorganizował zniszczony podczas okupacji niemieckiej instytut w lokalu przy ul. Smoleńsk 25 uruchomił ambulatorium już 1 lutego 1945. Od 1 września 1948 był zastępcą profesora i zastępcą kierownika katedry stomatologii. Doprowadził do utworzenia 30 października 1948 Oddziału Stomatologicznego w ramach Wydziału Lekarskiego UJ (od 1950 Akademii Medycznej) i był jego kierownikiem w latach 1948–1958 i ponownie 1962–1969. Od 1 marca 1951 kierował katedrą protetyki dentystycznej aż do przejścia na emeryturę 30 września 1974.
W 1956 został mianowany docentem przez Centralną Komisję Kwalifikacyjną. Prowadził wykłady z zakresu propedeutyki, materiałoznawstwa, laboratorium i kliniki protetycznej. W 1952 został specjalistą krajowym do spraw protetyki przy ministrze zdrowia i opieki społecznej, w 1965 opublikował na ten temat pracę Rola specjalisty krajowego w lecznictwie protetycznym („Protetyka Stomatologiczna” t. 1). W 1968 uczestniczył w konferencji Światowej Organizacji Zdrowia, zorganizowanej w Kopenhadze, a poświęconej reformie studiów stomatologicznych.
Przed wojną był członkiem zarządu Towarzystwa Stomatologów Polskich w Krakowie, a po wojnie jego prezesem. W 1948 został członkiem Rady i Zarządu Okręgowej Izby Lekarsko-Dentystycznej w Krakowie. Kilkakrotnie przewodniczył utworzonemu w 1951 krakowskiemu oddziałowi Polskiego Towarzystwa Stomatologicznego (PTS). Trzykrotnie był wiceprzewodniczącym Zarządu Głównego PTS.
Zmarł w Krakowie, pochowany na cmentarzu Rakowickim (kwatera Pas 9-płn-2).

## Ordery i odznaczenia
- Złoty Krzyż Zasługi
- Medal 10-lecia Polski Ludowej (13 stycznia 1955)[3]
- Złota Odznaka „Za Pracę Społeczną dla miasta Krakowa” (27 października 1969)[4]
- Złota Odznaka Honorowa PTS